# Урало-Кавказька
Ура́ло-Кавка́зька — залізничний пасажирський зупинний пункт Луганської дирекції Донецької залізниці на лінії Родакове — Ізварине між станціями Краснодон (9 км) та Ізварине (8 км). Розташований за кількасот метрів від смт Урало-Кавказ Довжанського району Луганської області.

## Історія
У травні 2023 року, в рамках дерусифікації інфраструктури Укрзалізниці, Луганська ОВА запропонувала долучитися до обрання назв 9 станцій, що на Луганщині, в тому числі і зупинного пункту Урало-Кавказька, який передбачено перейменувати в Щасливе.
Через військову агресію Росії на сході Україні транспортне сполучення припинене.